# Конный памятник генералу Мануэлю Бельграно

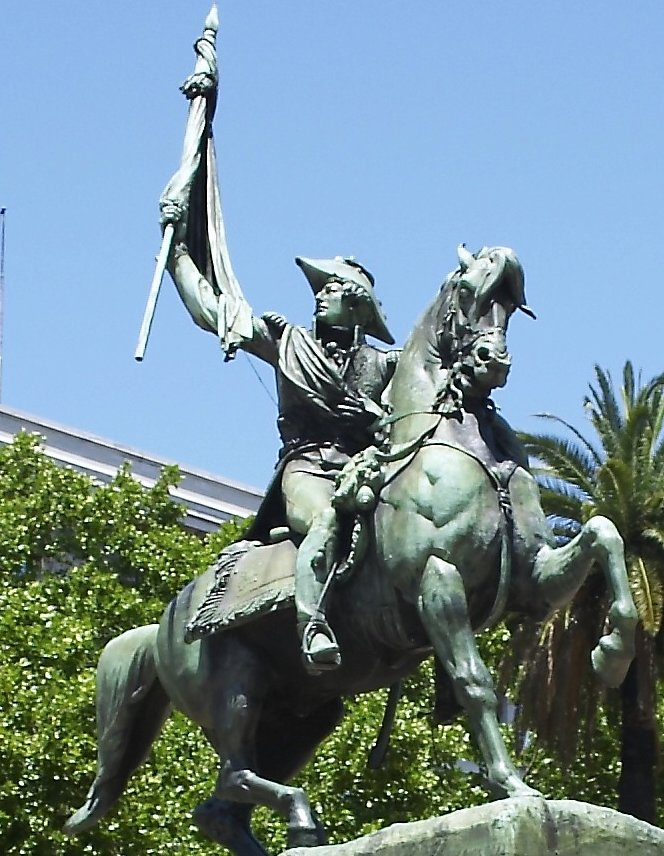
Памятник генералу Мануэлю Бельграно

Памятник генералу Мануэлю Бельграно (исп. Monumento ecuestre al General Manuel Belgrano) — монумент, сооружённый в честь Мануэля Бельграно, герою Войны за независимость Аргентины против испанского владычества, автору флага Аргентины.
Установлен на площади Мая в столице Аргентины г. Буэнос-Айресе. Торжественно открыт 24 сентября 1873 года, в день шестьдесят первой годовщины битвы при Тукумане в присутствии президента Доминго Сармьенто и около 20 000 человек.
Автор — французский скульптор Луи-Робер Каррье-Беллёз.
Представляет бронзовую статую генерала Мануэля Бельграно, держащего флаг Аргентины. Установлен на пьедестале из гранита.
На постаменте памятника установлены две таблички:
- Спереди: «Создателю флага» от Студенческой патриотической ассоциации генерала Сан-Мартина.
- Сзади: «Матери Пласа-де-Майо. Мы продолжаем сражаться».